# アルトナー
株式会社アルトナー（英称：ARTNER CO.,LTD.）は、日本の設計・開発企業。エコカー、スマートフォン、太陽光蓄電システム等に関わる派遣会社。

## 特徴
主として設計技術者の人材派遣に特化した技術者派遣事業を、現在、宇都宮・横浜・名古屋・大阪の事業所を拠点として展開・運営を行っている。技術者派遣事業とは、設計技術者を通じて専門的技術を提供し、顧客企業の設計開発部門を支援する業務。また、顧客企業より設計開発を受託する請負事業を併せて行っている。

## 沿革・歴史
工業用手袋製造・青写真焼付の事業を行うことを目的として1953年8月に設立された有限会社関口興業社が、昭和30年代後半、わが国の高度成長期の時代を迎え、設計制作・設計製図トレースに関する事業に転進することとし、現 代表取締役社長関口相三の親族等と共に出資することで、1962年9月に株式会社大阪技術センターとして設立される。
- 1953年 8月	有限会社関口興業社として創業
- 1962年 9月	株式会社大阪技術センターを設立
- 1998年 4月	株式会社アルトナーに商号変更
- 2002年 2月	上場5カ年計画を策定
- 2007年 10月	ジャスダック証券取引所に株式を上場
- 2008年 2月	新中期5カ年計画をスタート
- 2017年 10月	東京証券取引所市場第二部に上場市場を変更
- 2018年 7月	東京証券取引所市場第一部に上場市場を変更

## 社名の由来
狭義での設計にとどまることなく、より優れたクオリティを追求する「Art（より広く技術全般）」としてとらえ、顧客の信頼に応える「Partner（パートナー）」であり続けることを意味する。